# Gagok
Gagok ist eine musikalische Form der koreanischen Vokalmusik für Frauen- und Männerstimme sowie Instrumentalensemble.
Die im 17. und 18. Jahrhundert entstandene Form setzt sich aus 26 Teilen zusammen, die insgesamt mehrere Stunden dauern können. Die einzelnen Teile sind im Wesentlichen für Frauen- oder Männerstimme gesetzt. Lediglich ein Part wird als Duett gesungen.
Weitere Formen des koreanischen Kunstgesangs sind sicho (kurzer lyrischer Gesang) und kasa (erzählender Gesang).